# Haematoloechus similiplexus
Haematoloechus similiplexus är en plattmaskart. Haematoloechus similiplexus ingår i släktet Haematoloechus och familjen Haematoloechidae. Inga underarter finns listade i Catalogue of Life.